# Stemma di Vienna

Lo stemma della capitale austriaca rappresentato con l'aquila

Stemma semplificato

Lo stemma di Vienna, capitale federale dell'Austria, "mostra una croce bianca su scudo rosso" (§ 1. (1), Legge sui simboli di Vienna capitale federale). Inizialmente l'attuale stemma era il vessillo con l'aquila a due teste del periodo imperiale. Ogni distretto di Vienna ha il suo stemma, che può essere impiegato per la rappresentazione del distretto stesso.
La Legge sui simboli di Vienna capitale federale, § 1. (2), prevede una seconda versione dello stemma: "Lo stemma può essere utilizzato anche in forma di scudo sul petto di una figura di aquila armata nera e dorata". Questa forma dello stemma è riservata all'utilizzo da parte degli organi della Regione e del Land di Vienna.
L'aquila compare anche nel sigillo di Vienna. § 2. (1) "Il sigillo di Vienna capitale federale mostra lo stemma nello scudo sul petto di un'aquila. Come leggenda del sigillo è da inserire l'ordine delle parole «Vienna capitale federale» o l'indicazione dell'organo del Comune di Vienna o del Land di Vienna che utilizza il sigillo."
Lo stemma e il sigillo può essere usato soltanto dagli organi del Comune di Vienna o del Land di Vienna. Benché la legge preveda l'utilizzo dell'aquila a due teste con lo scudo fasciato, si usa scarsamente in pubblico.

## Storia e significato

### Sigillo più antico

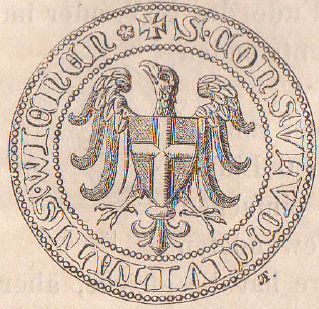
Sigillo di Vienna intorno al 1346

Il sigillo oggi

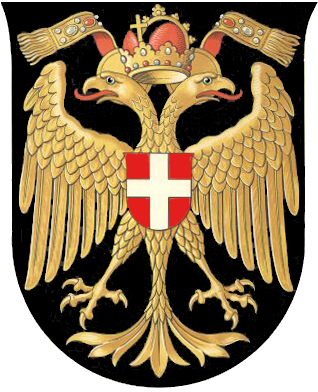
Lo stemma di Vienna del 1465–1925 e 1934–1945 in forma leggermente modificata

La storia dello stemma di Vienna risale molto indietro nel tempo ed è confusa.
I più antichi sigilli della città mostrano un'aquila. L'aquila è verosimilmente derivata dallo stemma dei conti Babenberger dell'Austria. Il più antico sigillo della città è apposto a un documento dell'anno 1228. Ma non è chiaro se la città già nel 1228 usasse veramente questo sigillo. Un ulteriore sigillo è apposto a un documento dell'anno 1239, un altro dell'anno 1281. La città usò controsigilli e sigilli segreti più piccoli con l'aquila fino al XVI secolo.
Alla fine del XIII secolo comparve la croce, peraltro non nel sigillo. Una moneta dell'anno 1278 mostra quattro scudi fasciati con la croce. La croce stessa è presumibilmente un richiamo alle crociate, alle quali parteciparono anche alcuni viennesi. I colori della croce, argento su rosso, come li mostra il vessillo della carica imperiale, derivano da un libro del 1395 e da allora non sono stati modificati.
La città di Vienna usò il sigillo con lo stemma dei Babenberger austriaci, lo scudo fasciato (Bindenschield) rosso-bianco-rosso, dal 1360 fino nel XVII secolo. Ma pare che questo sigillo sia stato usato  soltanto per documenti che hanno a che fare con cessioni fondiarie. Ciò dipende verosimilmente dal fatto che gli atti riguardanti la terra erano eseguiti direttamente in nome dei conti come proprietari terrieri della città.
La prima combinazione dell'aquila con la croce apparve su un sigillo del 1327. Questa forma fu utilizzata in diverse varianti durante il XIV secolo.

### Vienna capitale e residenza imperiale
Il 26 settembre 1461 l'imperatore Federico III concesse alla città l'uso di un'aquila a due teste con la corona come stemma e sigillo. Lo scudo fasciato allora non era ancora menzionato. Benché l'aquila fosse in definitiva la doppia aquila imperiale, non era designata come tale. Il nuovo stemma doveva sottolineare la posizione di Vienna come capitale e residenza imperiale. Già nel 1463 la città perse questo privilegio a causa della sua infedeltà nei confronti dell'imperatore durante varie guerre. L'imperatore adirato trasferì i diritti alla città di Krems, che usa questo stemma fino ad oggi.
La città nel 1465 fece pace con l'imperatore e riottenne il privilegio dello stemma. Stavolta l'aquila in più era munita dello scudo fasciato con la croce. Se questo fu sanzionato ufficialmente al massimo livello, non è chiaro.
L'aquila bicipite con la corona e lo scudo fasciato con lo croce rimase conservata in questa versione per centinaia di anni fino al 1925. Certamente l'esecuzione e il disegno artistico cambiò con il tempo, ma nelle componenti essenziali rimase uguale. In più di un caso fu usato come stemma lo scudo fasciato, ma il sigillo della città era sempre con l'aquila.

### Capitale federale
Dopo la fine della monarchia nel 1918 fu introdotto un nuovo stemma federale. Il consiglio regionale rimase fedele al vecchio stemma, tuttavia nel febbraio 1925 dopo un lungo dibattito fu introdotto un nuovo stemma. Lo stemma ufficiale diventò lo scudo fasciato con la croce d'argento su sfondo rosso. In un'ulteriore decisione fu adottato l'uso dell'aquila semplificata a una testa con lo scudo, come appare sui sigilli del XIV secolo.

### Stato dei ceti
Durante lo Stato dei ceti a partire dal 1934 fu varata una legge sull'uso di uno stemma piccolo e di uno grande. Lo stemma piccolo era lo scudo fasciato, lo stemma grande era la vecchia aquila a due teste con la corona nella forma prima del 1925. Nel 1938 lo stemma piccolo fu abolito e introdotto l'uso unico dello stemma grande.

### Dopo il 1945
Dopo la fine della Seconda guerra mondiale nel 1945, lo stemma fu reintrodotto nella forma del 1925. Benché l'aquila a due teste non sia più usata, si trova ancora per esempio sui lampioni stradali.

## Stemmi dei distretti
Per l'impiego degli stemmi dei distretti valgono le stesse leggi dello  stemma del Land. Gli stemmi dei distretti derivano per lo più dai diversi stemmi delle frazioni di distretto che prima dell'incorporazione in municipi più grandi erano cittadine indipendenti. Fa eccezione lo stemma della città interna del I distretto, che mostra parimenti una croce d'argento su sfondo rosso, tuttavia non è identico allo stemma di Vienna.